# Домовицк
Домовицк (бел. Дамавiцк) — деревня в Червенском районе Минской области. Входит в состав Колодежского сельсовета.

## Географическое положение
Находится примерно в 14 километрах к северо-востоку от райцентра, в 76 км от Минска, на реке Уса.

## История
Населённый пункт известен с XVI века, когда входил в состав Минского воеводства ВКЛ. В начале XVII века принадлежал виленскому епископу Игнатию Масальскому. На 1701 здесь было 22 двора, церковь и имение Виленской капитулы. В результате II раздела Речи Посполитой 1793 года вошёл в состав Российской Империи. На 1795 год село в составе Игуменского уезда Минской губернии, являвшееся шляхетской собственностью, здесь насчитывалось 30 дворов, проживали 180 человек, имелись православная Преображенская церковь, мельница и корчма. На начало 1880-х село входило в состав Гребёнской волости, здесь продолжала функционировать православная церковь. В 1884 году открыта церковно-приходская школа. На 1890 год там насчитывалось 18 учеников (все мальчики). Согласно переписи населения Российской империи 1897 года в селе было 86 дворов, проживали 570 человек, функционировали православная церковь, корчма, магазин и хлебозапасный магазин. Вблизи деревни располагались два одноименных фольварка, насчитывавшие 28 и 31 жителей соответственно. На начало XX века в деревне насчитывалось 114 дворов и 762 жителя, в церковно-приходской школе на 1906 год учились 67 детей (60 мальчиков и 7 девочек). На 1917 год 79 дворов, где жил 491 человек, рядом были односелье в 2 двора, где было 17 жителей, и фольварок на 4 двора, где жили 30 человек. После Октябрьской революции 1917 года на базе церковно-приходской школы создана рабочая школа 1-й ступени С февраля по декабрь 1918 года деревня была оккупирована немцами, с августа 1919 по июль 1920 года — поляками. 20 августа 1924 года деревня стала центром вновь образованного Домовицкого сельсовета Червенского района Минского округа (с 20 февраля 1938 — Минской области). Согласно Переписи населения СССР 1926 года здесь было 118 дворов, проживали 666 человек, в местной школе было 95 учеников и 2 учителя, при ней работала небольшая библиотека. В период Великой Отечественной войны деревня была оккупирована немцами в начале июля 1941 года. Здесь развернулись активные бои, в окрестностях деревни действовала партизанская бригада «Разгром». Освобождена в начале июля 1944 года. 16 июля 1959 года в связи с упразднением Домовицкого сельсовета деревня вошла в состав Рованичского сельсовета, затем была передана в Колодежский сельсовет. На 1960 год здесь насчитывалось 469 жителей.  В 1967 году в память о погибших во время войны жителях Домовицка в центре деревни был установлен памятник — скульптура солдата в трауре. По итогам переписи населения Белоруссии 1997 года в деревне насчитывалось 173 дома и 499 жителей, в этот период здесь находилась контора колхоза «Домовицк», работали пилорама, мастерские по ремонту сельскохозяйственной техники, средняя школа, детские ясли-сад, магазин, фельдшерско-акушерский пункт, Дом культуры, библиотека, комплексный приёмный пункт бытового обслуживания населения, столовая, сберкасса и отделение связи. На 2013 год 134 домохозяйства, 362 жителя.

## Инфраструктура
На 2013 год в деревне функционируют вспомогательное хозяйство «Домовицкий», являющееся филиалом ОАО «Минский подшипниковый завод», Дом культуры, фельдшерско-акушерский пункт, отделение связи, магазин.

## Население
- 1701 — 22 двора
- 1795 — 30 дворов, 180 жителей
- 1897 — 88 дворов, 629 жителей
- начало XX века — 114 дворов, 762 жителя
- 1917 — 85 дворов, 538 житель
- 1926 — 118 дворов, 666 жителей
- 1960 — 469 жителей
- 1997 — 173 двора, 499 жителей
- 2013 — 134 двора, 362 жителя